# Scopula caesarea
Scopula caesarea är en fjärilsart som beskrevs av Fuchs 1902. Scopula caesarea ingår i släktet Scopula och familjen mätare. Inga underarter finns listade.